# Kidepolärka
Kidepolärka (Corypha kidepoensis) är en fågelart i familjen lärkor inom ordningen tättingar.

## Utseende och läte
Kidepolärkan är en stor lärka med en krafig och lång näbb samt lång stjärt. Ryggen har ett fjälligt mönster och undersidan är ljus, med en svart teckning på bröstsidan. I flykten syns rostrött i vingen. Arten liknar storlärkan, men dessa överlappar inte i utbredningsområde. Sången är en varierande men repetativ blandning av visslade toner och härmningar från andra fågelarter.

## Utbredning och systematik
Kidepolärka delas in i två underarter med följande utbredning:
- Corypha kidepoensis kidepoensis – sydöstra Sydsudan och nordöstra Uganda
- Corypha kidepoensis kathangorensis – sydöstra Sydsudan och sydvästra Etiopien

Kidepolärka kategoriserades tidigare som del av Corypha hypermetra men urskildes 2024 som egen art efter studier som visar på skillnader i utseende, läten och genetik.

### Släktestillhörighet
Fågeln placerades tidigare i släktet Mirafra, men genetiska studier från 2023 visar att det släktet kan delas upp i fyra klader som är förhållandevis gamla, äldre än flera andra släkten i familjen. Författarna rekommenderar därför att Mirafra delas upp i flera släkten, där kidepolärka med släktingar lyfts ut till Corypha. Denna linje följs här.

## Levnadssätt
Kidepolärkan hittas lokalt i torr och öppen savann. Den sjunger oftast från toppen av en buske, men ibland även i sångflykt.

## Status
IUCN har ännu inte urskilt platålärkan som egen art, varför dess hotstatus inte bedömts.